# Barajul Al-Rastan
Barajul Al-Rastan este un baraj de terasament pe râul Orontes în orașul Al-Rastan, Guvernoratul Homs, Siria. A fost finalizat în 1960 cu scopul principal de irigare A fost construit de firma bulgară Hydrostroy împreună cu Barajul Mahardah, în aval și, de asemenea, pe Orontes.